# Piotrków Kujawski Wąskotorowy
Piotrków Kujawski Wąskotorowy – nieczynna węzłowa wąskotorowa stacja kolejowa w Piotrkowie Kujawskim, w gminie Piotrków Kujawski, w powiecie radziejowskim, w województwie kujawsko-pomorskim, w Polsce. Stacja została zbudowana w 1914 roku przez okupacyjne wojska niemieckie. Od stacji biegła linia kolejowa do Kruszwicy, będąca własnością wąskotorowej kolei cukrowniczej należącej do Cukrowni Kruszwica.